# Mercedes-Benz O345
Mercedes-Benz O 345/O628 – rodzina autobusów miejskich marki Mercedes-Benz produkowanych przez zakład koncernu Daimler AG (EvoBus) w Turcji.

## Historia modeli

### Conecto O345

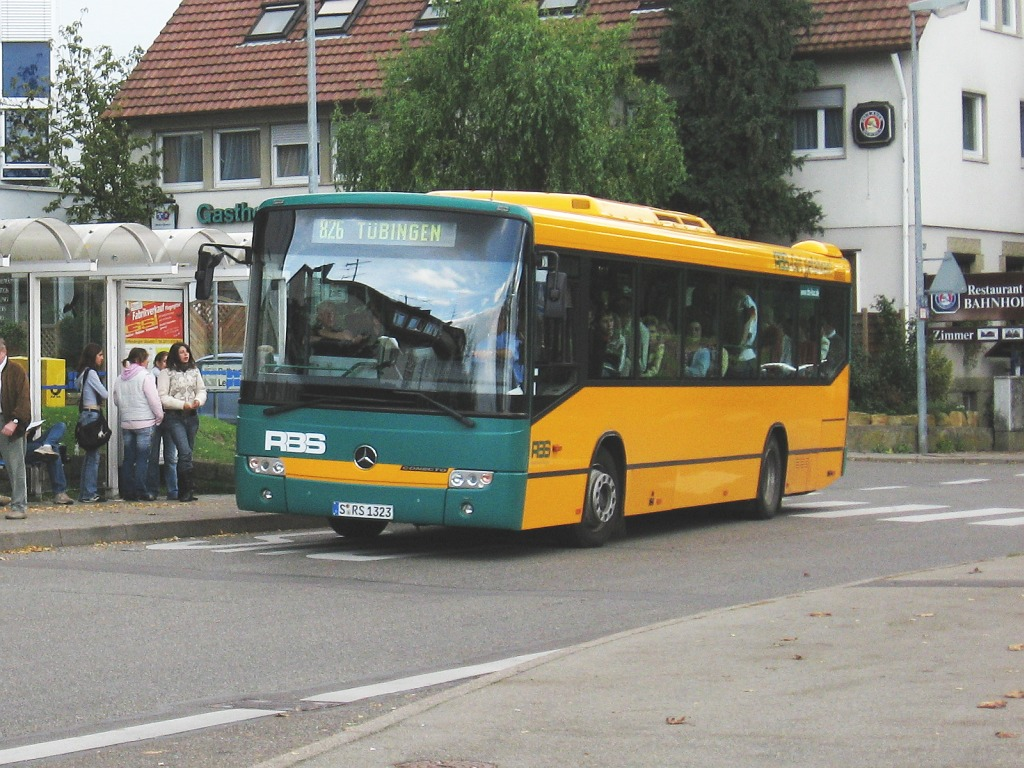
Mercedes-Benz Conecto H

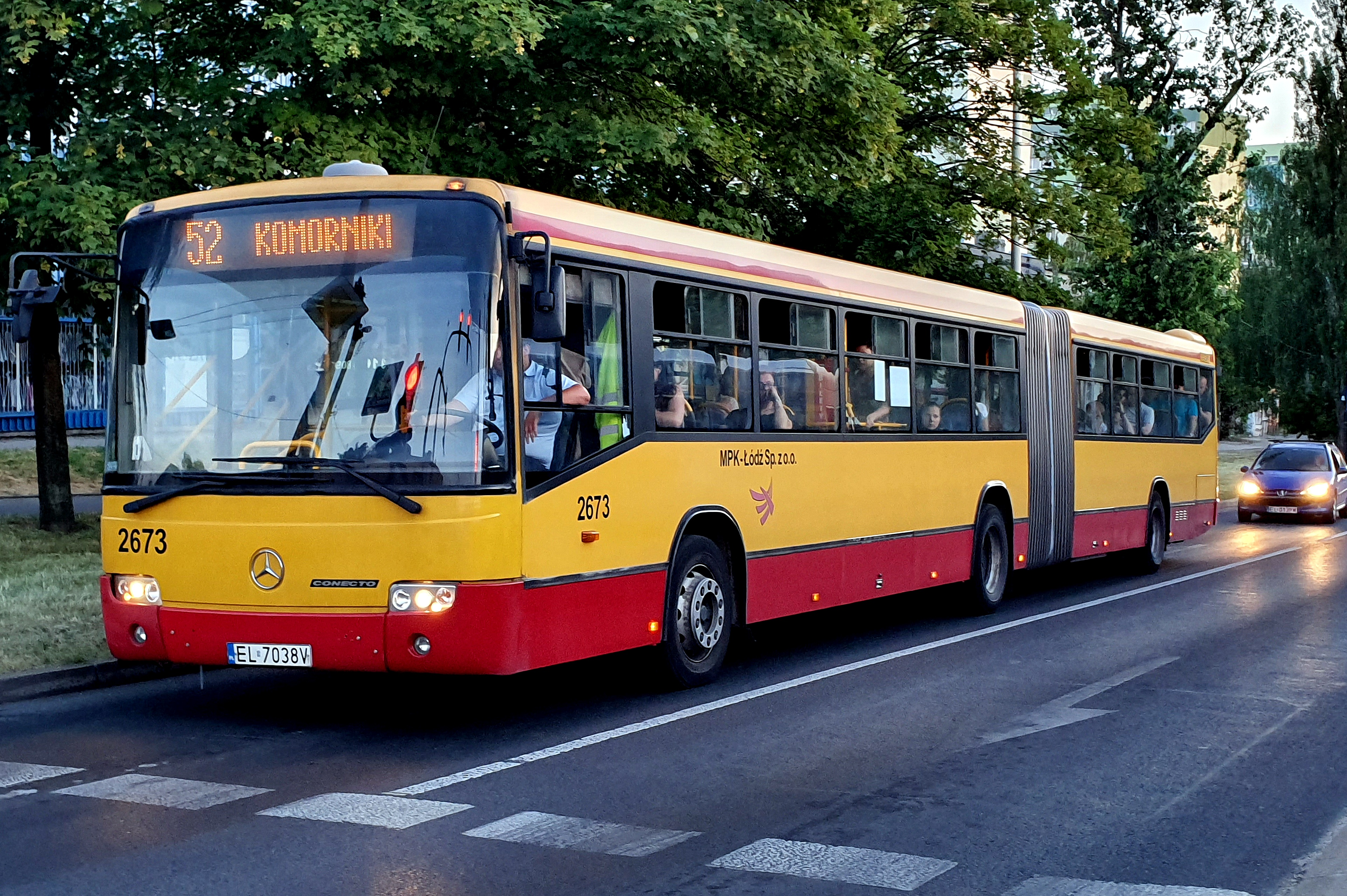
Mercedes-Benz Conecto G łódzkiego MPK

Mercedes-Benz O 345/O628 znany także jako Conecto, tę nazwę zyskał jednak dopiero w 2002 roku. Jest to średniopodłogowy autobus stworzony dla miast i linii podmiejskich. Ze względu na wysokość podłogi we wnętrzu jest jeden stopień wejściowy. Od początku rodzina Conecto jest produkowana w fabryce Mercedes-Benz w Turcji. Jest to rodzina autobusów stworzona głównie z przeznaczeniem dla Turcji oraz państw Europy Wschodniej. Stosowane są głównie podzespoły własnej produkcji koncernu. Silnik Mercedes-Benz OM 457 hLA występuje w co najmniej dwóch wariantach mocy: 185 kW (252 KM) bądź 220 kW (299 KM). Własnej produkcji są również osie. Z ważniejszych podzespołów skrzynie biegów Voith D854.3E, Voith D864.3E, ZF 5HP502, ZF 5HP592 oraz manualną skrzynię ZF 6S-160 pochodzą z renomowanej niemieckiej firmy ZF.
W 2002 roku zaczęto produkcję 4 wersji rodziny:
- Conecto H – wersja skrócona z podwójnymi drzwiami,
- Conecto Ü – wersja podmiejska,
- Conecto C – wersja skrócona z potrójnymi drzwiami,
- Conecto G – wersja przegubowa.

### Conecto LF
Od 2007 roku są dostępne w sprzedaży autobusy nowej generacji Conecto, które mają 100% niskiej podłogi i klimatyzację. Mają one oznaczenie "Mercedes-Benz Conecto LF". Dostępne są dwie wersje tego modelu, obie mają seryjne tylne drzwi, w których podłoga jest niska dzięki zastosowaniu silnika wieżowego. Model krótki może pomieścić pasażerów na 26 miejscach siedzących i 68 stojących; w autobusie przegubowym (Conecto LF G) liczby te wynoszą odpowiednio 41 i 107. Najwięcej tego typu pojazdów w Polsce zakupiło MPK Lublin (22 krótkie i 10 przegubowych). Również MZK Bydgoszcz wzbogacił się w latach 2008–2009 o osiem takich autobusów, w tym trzy przegubowe; eksploatację ich zakończono w lutym 2020.
W kwietniu 2010 Mercedes wygrał przetarg na dostawę 15 nowych autobusów komunikacji miejskiej w Suwałkach (PGK Suwałki). W przetargu bezskutecznie startowały też MAN i Solaris. W mieście pojawią się nowe niskopodłogowe, klimatyzowane autobusy Mercedes Conecto.
W czerwcu wygrał również Mercedes na dostawę 25 nowych autobusów MPK w Łodzi. W mieście pojawi się 15 sztuk 12-metrowców i 10 sztuk 18-metrowców. Warto przypomnieć, że w Łodzi jest największa baza autobusów tej marki w całej Polsce.
Kwiecień 2012 roku przyniósł kolejną wygraną przetargu na dostawę 60 nowych Conecto LF G dla MZA Warszawa. Pojazdy dostarczane były w listopadzie i grudniu 2012, ostatni autobus wpisano na stan 18 grudnia. Dostały numery z zakresu 2200-2259.
12 czerwca 2013 przetarg na 50 autobusów dla MPK Łódź wygrał Mercedes z modelem Conecto LF.

### Nowe Conecto
Po około 10 latach istnienia modelu Conecto powstała w roku 2016 nowa wersja tego modelu, zaprezentowana na targach Transexpo w Kielcach w wersji 12-metrowej oraz w podwarszawskiej miejscowości Nadarzyn, na halach Warsaw Expo w wersji 18-metrowej (przegubowej), jednakże oznaczona jedynie nową generacją. Nowy model w przeciwieństwie do poprzedniej wersji charakteryzuje się designem, na którym widoczna jest spłaszczona ramka na przedniej masce, czarne słupki między dolną częścią a górną oraz wypukły układ świateł z tyłu pojazdu. Oprócz tego do niego jest też dostępna funkcja kontroli trakcji ESP, a w wersji przegubowej – ATC umożliwiająca ochronę przegubu przed zagięciem, a także ulepszono oś przednią z niezależnym zawieszeniem kół, dzięki którym proces jazdy daje większy komfort. Kolejnymi cechami nowej wersji Conecto jest różnica długości oznaczająca około 400 mm, którą posiada również model Citaro, opcja montażu gazu ziemnego typu CNG oraz zamontowany silnik spełniający emisję spalin zgodną z normą Euro VI. W pojeździe Conecto ulepszony został fotel kierowcy oraz deska rozdzielcza, które umożliwiają wyższy komfort prowadzenia. Autobus ten pod względem konstrukcji został głównie zaprojektowany z większym naciskiem na niższy koszt pojazdów, w celu zwiększenia popularności w krajach europejskich. Seryjna produkcja tego typu modeli ruszyła w roku 2016.